# باقر علي خريبط
باقر علي خريبط كاتب وصحافي وناشر عربي (ولد في فبراير 1928 في سكنه الشرق في الكويت - توفي 23 يناير 1986 في الكويت) من رواد الرعيل الأول للصحافة الكويتية والخليجية في العصر الحديث.
- درس في المدرسة المباركية عام 1935
- عمل في السلك العسكري برتبة ملازم، قدم استقالته مع مجموعة ضباط الأحرار إثر اعتراضهم لمنع وقمع المظاهرات الاحتجاجية على العدوان الثلاثي على جمهورية مصر العربية.
- عمل في السينما الكويتية في أواخر الخمسينيات مديرا لسينما الحمراء.
- مارس العمل الصحفي كمراسل لصحف المصرية في الكويت.
- درس اللغة الإنجليزية خلال الفترة 1959-1961 في المملكة المتحدة.
- أسس جريدة صوت الخليج في تاريخ 26 أبريل 1962 وهي أول صحيفة كويتية تصدر بعد الاستقلال ولا تزال مستمرة في الصدور وهي صحيفة اسبوعية-سياسية-جامعة.
- عضو مؤسس لجمعية الصحفيين الكويتية في تاريخ 21 يونيو 1964م
- أسس دار الخليج للطباعة والنشر في عام 1967م
- أسس مدرسة الأخلاص في عام 1972م لمرحلتي المتوسطة والثانوية.
- أسس مطابع «صوت الخليج» في إمارة الشارقة بدولة الإمارات العربية المتحدة في عام 1971م[1] ،
- ساهم في تأسيس جمعية الصحفيين الكويتية [1] ، وأسس دار الخليج للطباعة والنشر في الكويت.[2]